# Queen-Elizabeth-Klasse (1915)
Die Queen-Elizabeth-Klasse war eine Klasse von fünf Schlachtschiffen, die in den 1910er-Jahren für die Royal Navy gebaut wurden. Die Schiffe kamen sowohl im Ersten als auch im Zweiten Weltkrieg zum Einsatz.
Die Schiffe waren ihren Vorgängern an Feuerkraft, Panzerung und Geschwindigkeit überlegen und werden deshalb als erste Vertreter des neuen Typs des Schnellen Schlachtschiffs gesehen.

## Geschichte
Mit der Konstruktion der Queen-Elizabeth-Klasse unter der Leitung von DNC Philip Watts kam es zu einer Unterbrechung, was den Bau von Schlachtschiffen anging. Zwar stellte die Klasse die unmittelbare Nachfolgerin der Iron-Duke-Klasse dar, aber anstatt lediglich verbesserte Versionen ihrer Vorgänger zu sein, wichen die Schiffe des Bauprogramms von 1912 von der Norm ab und enthielten zahlreiche revolutionäre Ideen. Von Anfang an war beabsichtigt, etwas zu bauen, das eine Division mit schnellen Schlachtschiffen darstellen sollte. Trotz der ungewöhnlich hohen Geschwindigkeit, die etwa vier Knoten über dem Durchschnitt der bestehenden Schlachtschiffe lag, waren diese Schiffe keineswegs ein Kompromiss mit reduziertem Schutz wie die zeitgenössischen Schlachtkreuzer, sondern stellten einen gut gepanzerten schnellen Schlachtschifftyp dar.

Von den drei Entwurfsskizzen (RIII, RIII*, RIV) wurde RII* als die am besten geeignete ausgewählt und im November 1912 unter der Bezeichnung Queen-Elizabeth-Klasse aufgeführt. Ursprünglich war der Bau von vier Einheiten geplant, doch die Föderierten Malaiischen Staaten boten an, für ein weiteres Großkampfschiff aufzukommen und so wurde der Bau eines fünften Schiffes der Klasse vereinbart, die spätere Malaya. Der offensichtlichste Unterschied zu den Schiffen der Iron-Duke-Klasse war das Weglassen des Q-Geschützturms mittschiffs. Aber auch weitere Veränderungen verdeutlichten den Unterschied. Die Verdrängung wurde bei einer Verlängerung von 7 m, einer Verbreiterung von 15 cm und einen um 22 cm höheren Tiefgang um etwa 2.540 Tonnen erhöht. Diese Zunahme war fast ausschließlich auf den zusätzlichen Kesselraum zurückzuführen. Das Gewicht der Bewaffnung war praktisch gleich, jedoch erhöhte sich das Kaliber der Hauptbewaffnung von 342 mm auf 381 mm und die Sekundärbewaffnung wurde von zwölf auf sechzehn Kanonen aufgestockt. Der Panzerschutz unterschied sich hauptsächlich durch eine Zunahme der Dicke an der Wasserlinie sowie an den Türmen und den Torpedoschotten. Ein weiterer großer Fortschritt war die alleinige Verwendung von Öl anstatt Kohle oder einer Kombination aus beiden. Dadurch wurde die Leistung der Maschinen verbessert und die Geschwindigkeit von 21 auf 25 Knoten erhöht. Gleichzeitig konnte man dadurch 1.473 t an zusätzlichem Gewicht einsparen, da sich die Treibstoffkapazität im Vergleich zu den 3.302 Tonnen Kohle und 1.625 Tonnen Öl in der Iron-Duke-Klasse auf 3.454 t reduzierte. In Übereinstimmung mit den Beschränkungen des Washingtoner Flottenvertrags von 1921 für den Bau neuer Großkampfschiffe wurden alle Schiffe von 1934 bis 1941 in unterschiedlichem Maße modernisiert, wobei die Queen Elizabeth, die Valiant und die Warspite weitreichender umgestaltet wurden als alle anderen britischen Kriegsschiffe.

### Kritik
Bei ihrer Fertigstellung 1916 verfügte die Queen-Elizabeth-Klasse über die einfachsten Brückenkonstruktionen, die aus sehr einfachen Aufbauten auf und um die Stützen des Fockmastes bestanden. Während des Ersten Weltkriegs zeigte die Erfahrung jedoch, dass die Notwendigkeit einer besseren Konstruktion innerhalb der Klasse bestand. Kritik seitens der auf den Schiffen dienenden Offiziere machte deutlich, dass die Installationen nicht ausreichend waren. Fehlender Platz für die erforderliche Ausrüstung zur Steuerung der Geschütze und der Suchscheinwerfer, Überbelegung des Personals auf engstem Raum und Schutz für die Männer auf dem Kompasspodest waren nur einige der Kritikpunkte. Der Admiralität waren diese Mängel nicht verborgen geblieben und es wurden Maßnahmen vorbereitet, um einige der Probleme zu lösen.
 Bis 1920 hatte sich die Größe der Brücken fast verdoppelt, wobei sie sehr unübersichtlich wirkten. In den ersten Jahren gab es Suchscheinwerfer, Entfernungsmesser und eine Mischung aus Segeltuch- und Blechverkleidungen um die Brücken herum. Erst während der Umbauten von 1924 bis 1930, als die Schornsteine zusammengelegt wurden und die Brücken ein neues Aussehen erhielten, konnten die Flächen um die Dreibeintürme erweitert und zusätzlicher Schutz für das Personal des Kartenhauses geschaffen werden.

## Technik

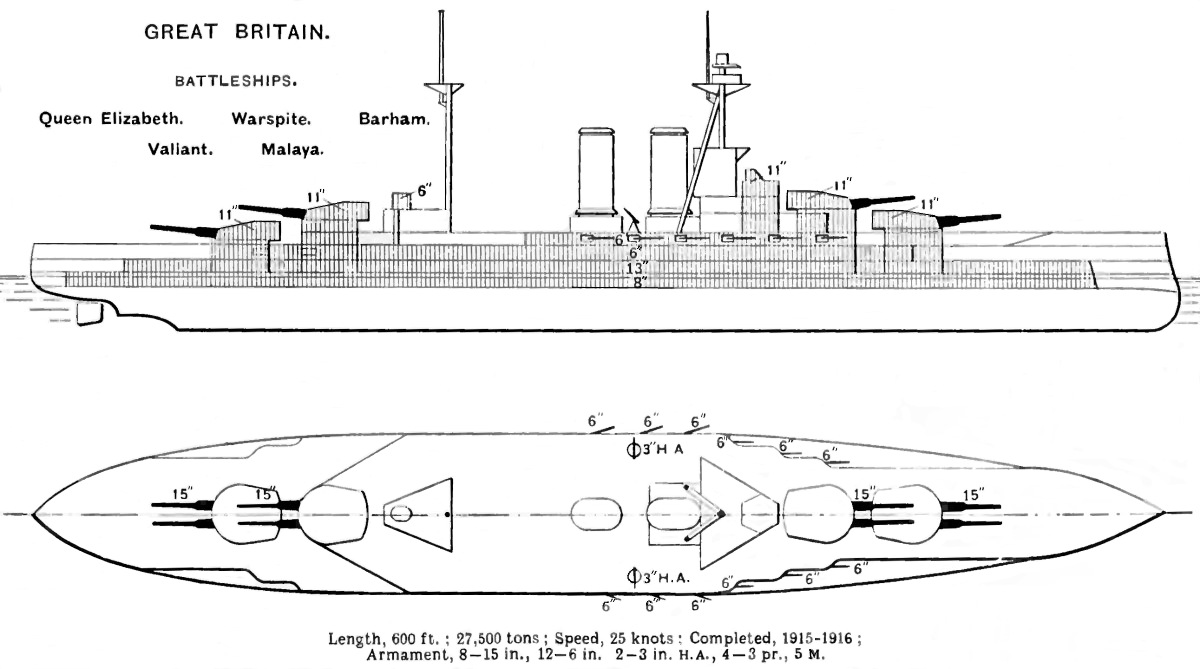
Abbildung der Queen-Elizabeth-Klasse aus Brassey’s Naval Annual von 1923

### Schiffsmaße
Die Schiffe hatten eine Gesamtlänge von 195 m, eine Länge zwischen den Loten von 182,88 m und eine Kielwasserlinie von 139,55 m. Die Breite lag bei 27,60 m und der Tiefgang bei 10,10 m. Sie hatten eine Verdrängung zwischen 30.918 und 34.164 t.

### Antrieb
Die Schiffe waren mit vier Parsons-Turbinen ausgestattet, die jeweils eine Welle antrieben und insgesamt 56.000 Shp (41.188 kW) entwickelten, mit der sie eine Höchstgeschwindigkeit von 25 Knoten (46 km/h) erreichten. Der Dampf wurde von 24 Babcock & Wilcox-Wasserrohrkesseln mit einem Arbeitsdruck von 16,2 bar geliefert. Die Schiffe konnten maximal 3.454 t Heizöl mitführen, was ihnen bei 10 Knoten (19 km/h) eine Reichweite von 4.500 Seemeilen (8.334 km) ermöglichte. Die Besatzung des Schiffes bestand aus 925 bis 951 Mann plus Offiziere.

### Bewaffnung

#### Hauptbewaffnung
Die Hauptbewaffnung bestand aus acht 381-mm-(15-Zoll)-Geschützen auf Mk-I-Lafetten in vier Zwillingstürmen vor und hinter den Aufbauten mit den Bezeichnungen „A“, „B“, „X“ und „Y“ von vorne nach achtern. Die Lafetten hatten ein Gewicht von 782 t und einen Seitenrichtbereich von −150 bis +150 Grad. Die Kanonen selbst hatten ein Gewicht von 101 t. Ihre Reichweite lag mit einer maximalen Elevation von +20 Grad und einer Mündungsgeschwindigkeit von 750 m/s bei 26.273 m. Die Treibladung bestand aus vier Teilen Kordit zu je 49 kg. Es gab zwei verschiedene Arten von Granaten. Während des Ersten Weltkriegs wurde die panzerbrechende Granate APC Mk Ia mit einem Gewicht von 871 kg verwendet. In der Zwischenkriegszeit und im Zweiten Weltkrieg kam das panzerbrechende Geschoss APC Mk XIIa und Mk XIIIa mit einem Gewicht von 879 kg zum Einsatz.
Die Geschütztürme wurden hydraulisch mit Taumelscheibenmotoren von einer Ringleitung aus mit einem Gemisch aus Wasser und löslichem Öl angetrieben. Die Magazine befanden sich über den Granatenräumen und die Viertelladungen wurden mit Hilfe von Drehkübeln in den Übergaberaum gebracht und dann von Hand in Korditbehälter auf das Drehgestell gelegt. Jeder dieser Behälter enthielt zwei Schalen mit je zwei Viertelladungen, die beim Kippen in den Hebekorb rollten. Da es keinen Raum für die Granatenübergabe gab, wurden die Granaten mit Hilfe von hydraulischen oder manuellen Vorrichtungen über Kopf zu einem der beiden Granaten-Drehgestelle befördert. Anschließend wurde die Granate mit einer Laufkatze auf dem Drehgestell in den Förderkorb transportiert. Der Geschosskorb nahm den Korditbehälter auf und in der Arbeitskammer wurde das Geschoss mit Hilfe eines beweglichen Geschossträgers in die Warteposition befördert und die beiden Halbladungen in die vollständig geschlossenen oberen Abteile der Warteposition gekippt. Von dort aus wurden Granate und Ladung in den Geschützladekorb des oberen Hebewerks gedrückt. Bei der Ankunft am Geschütz wurde die Granate geladen, gefolgt von der ersten und dann der zweiten Halbladung.

#### Sekundärbewaffnung
Die Sekundärbewaffnung setzte sich aus vierzehn 152-mm-Geschützen zusammen, von denen zwölf in Kasematten entlang der Breitseite des Schiffes montiert waren und die restlichen zwei auf dem Hauptdeck achtern. Die 7.105 mm langen Geschütze waren auf Mk-IX-Pivotlafetten montiert und hatten einen Seitenrichtbereich von 240 Grad. Die Kanonen selbst wogen 6.998 kg und hatten bei einer maximalen Elevation von 14° und einer Mündungsgeschwindigkeit von 861 m/s eine Reichweite von etwa 12.000 m. Sie verschossen 45 kg schwere Granaten mit einer Kadenz von 5 bis 7 Schuss pro Minute.

#### Flugabwehr
Die Flugabwehr war bei Baubeginn auf zwei 76-mm-Schnellfeuergeschütze begrenzt. Die beiden Kanonen befanden sich mittschiffs auf Höhe der beiden Schornsteine, eine auf jeder Breitseite. Die Kanonen hatten eine Länge von 3.630 mm und ein Gewicht von 1.020 kg. Bei einer Elevation von 90° und einer Mündungsgeschwindigkeit von 617 m/s hatten die Geschütze eine effektive Reichweite von 7.770 m.

#### Torpedos
Außerdem war das Schiff mit vier im Rumpf eingelassenen 533-mm-Torpedorohren ausgestattet, zwei auf jeder Breitseite. Die Torpedorohre, die sich unter Wasser befanden, verfügten insgesamt über zwanzig Mk-II***-Torpedos mit einem 234-kg-Sprengkopf und einer Reichweite von 9.830 m bei 31 Knoten (57 km/h)

### Panzerung
Die Schiffe hatten einen Panzergürtel aus Krupp-Zementstahl. Er erstreckte sich über eine Länge von etwa 165 m. Der Hauptpanzergürtel war mittschiffs 330 mm dick, verjüngte sich unter der Wasserlinie auf 203 mm und an seinen Enden auf 101 mm. Darüber verlief ein 152 mm dicker Panzerstreifen, der sich von der A-Barbette bis zur Y-Barbette erstreckte. Zusammen mit 152 mm dicken Querschotten bildete der Panzergürtel die gepanzerte Zitadelle. Die Geschütztürme hatten eine 124 bis 324 mm dicke Panzerung. Die darunterliegenden Barbetten waren oberhalb des Panzergürtels zwischen 177 und 254 mm dick und verjüngten sich darunter auf 101 mm. Die Schiffe verfügten über insgesamt drei gepanzerte Decks mit einer Stärke von 25 bis 76 mm. Der Kommandoturm hatte rundherum eine 330 mm dicke Panzerung und ein 76 mm dickes Dach.

### Sensoren, Feuerleitanlage Aufklärung
Die Schiffe waren mit zwei Feuerleitständen ausgestattet, wobei einer oberhalb des Kommandoturms angebracht war, geschützt durch eine gepanzerte Haube, und der andere im Ausguck des Fockmasts. Der Feuerleitstand für die Torpedos befand sich zusammen mit einem 2,70-m-Entfernungsmesser am hinteren Ende der Aufbauten.
Bis 1919 waren alle Schiffe bis auf die Queen Elizabeth und die Barham mit Flugzeugkatapulten auf dem B- und X-Geschützturm ausgestattet.

## Umbauphase
Nach der gängigen Praxis der Admiralität betrug die durchschnittliche Lebensdauer eines Schlachtschiffs etwa zwanzig Jahre, was bedeutete, dass die Queen-Elizabeth-Klasse um das Jahr 1935 herum ersetzt werden musste. Da der Bau neuer Schiffe aufgrund der geltenden Marineverträge nicht in Frage kam, war man sich einig, dass etwas für bestehenden Schlachtschiffe getan werden musste, wenn sie weiterhin an der Front eingesetzt werden sollten. Um den neuen Anforderungen gerecht zu werden, wurden die Schiffe umfassend umgestaltet. Dies betraf sämtliche Teile des Schiffes, angefangen von den Aufbauten über die Bewaffnung bis hin zur Maschinenanlage und der Panzerung.

## Schiffe der Klasse
Queen Elizabeth
- 21.10.1912 Kiellegung
- 16.10.1913 Stapellauf
- Januar 1915 Indienststellung

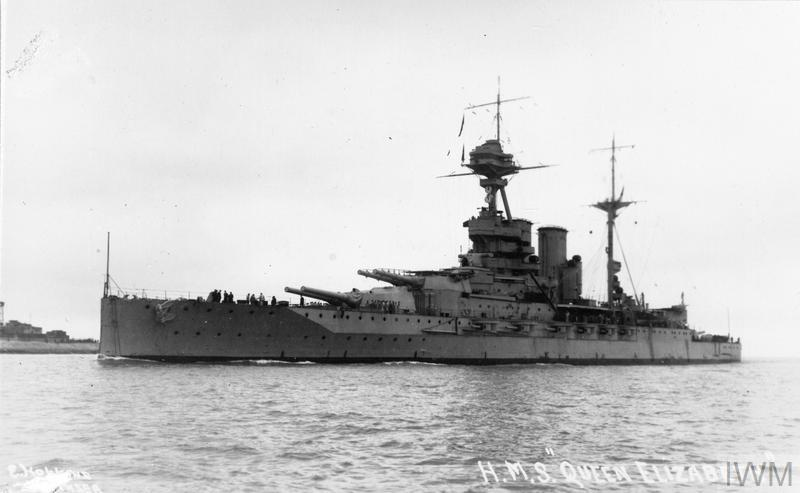
Die Queen Elizabeth

- Februar 1915 – März 1915 Marineoperationen in der Schlacht von Gallipoli
- Februar 1917 – Juli 1919 Flaggschiff Grand Fleet.
- April 1919 – November 1924 Flaggschiff Atlantic Fleet
- 1. November 1924 – Mai 1926 Flaggschiff Mittelmeerflotte
- 2. Januar 1928 – August 1937 Mittelmeerflotte
- 1. August 1937 – 31. Januar 1941 Umbaumaßnahmen
- 21. Februar 1941 – Mai 1941 2. Schlachtgeschwader Home Fleet
- Mai 1941 – Juni 1942 Mittelmeerflotte
- September 1942 – Juni 1943 Umbau Norfolk Navy Yard
- Juli – Dezember 1943 Home Fleet
- Januar 1944 – November 1944 Eastern Fleet
- November 1944 – Juli 1945 East Indies Fleet
- August – Oktober 1945 Reserve Rosyth
- Oktober 1945 – März 1946 2. Schlachtgeschwader Home Fleet
- März 1946 – Mai 1948 Reserve Portsmouth
- 19. März 1948 verkauft an British Iron & Steel Corporation[14]

Warspite
- 31.10.1912 Kiellegung
- 26.11.1913 Stapellauf
- März 1915 Indienststellung
- April 1915 – 1918 Grand Fleet

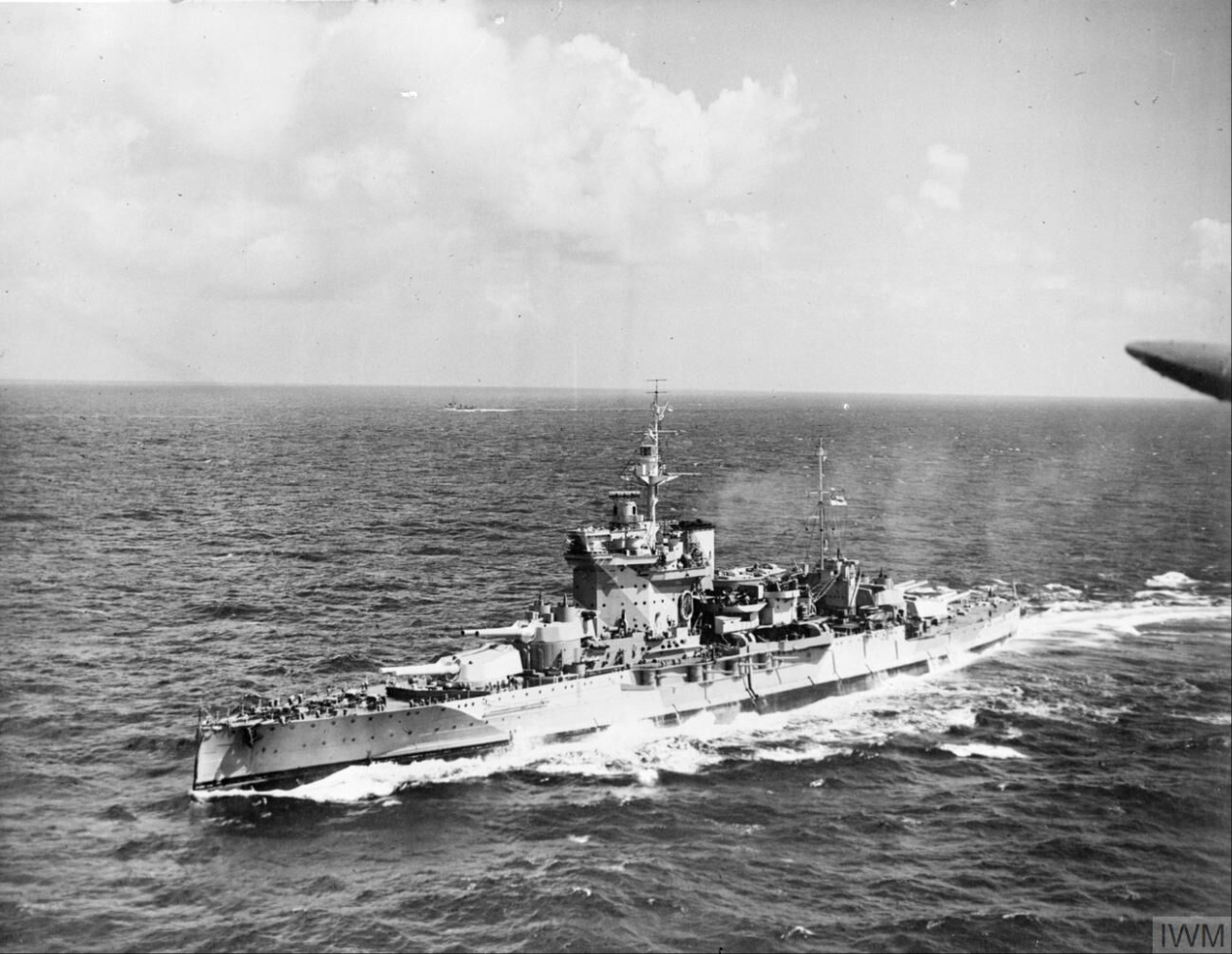
Die Warspite

- April 1919 – Oktober 1925 Atlantic Fleet
- 6. April 1926 – Mai 1930 Mittelmeerflotte
- Mai 1930 – März 1932 Atlantic Fleet
- März 1932 – Dezember 1933 Home Fleet
- 5. Januar 1938 – Oktober 1939 Mittelmeerflotte
- Dezember 1939 – April 1940 Home Fleet
- Mai 1940 – Juni 1941 Flaggschiff Mittelmeerflotte
- März 1942 – März 1943 Eastern Fleet
- Mai 1943 – Juni 1943 2. Schlachtgeschwader Home Fleet
- Juni 1943 – September 1943 Force H
- April – November 1944 2. Schlachtgeschwader Home Fleet
- Februar 1945 – Juli 1946 Reserve Portsmouth
- Februar 1947 verkauft an British Iron & Steel Corporation[15]

Barham
- 24. Februar 1913 Kiellegung
- 31. Oktober 1914 Stapellauf
- 19. Oktober 1915 Indienststellung

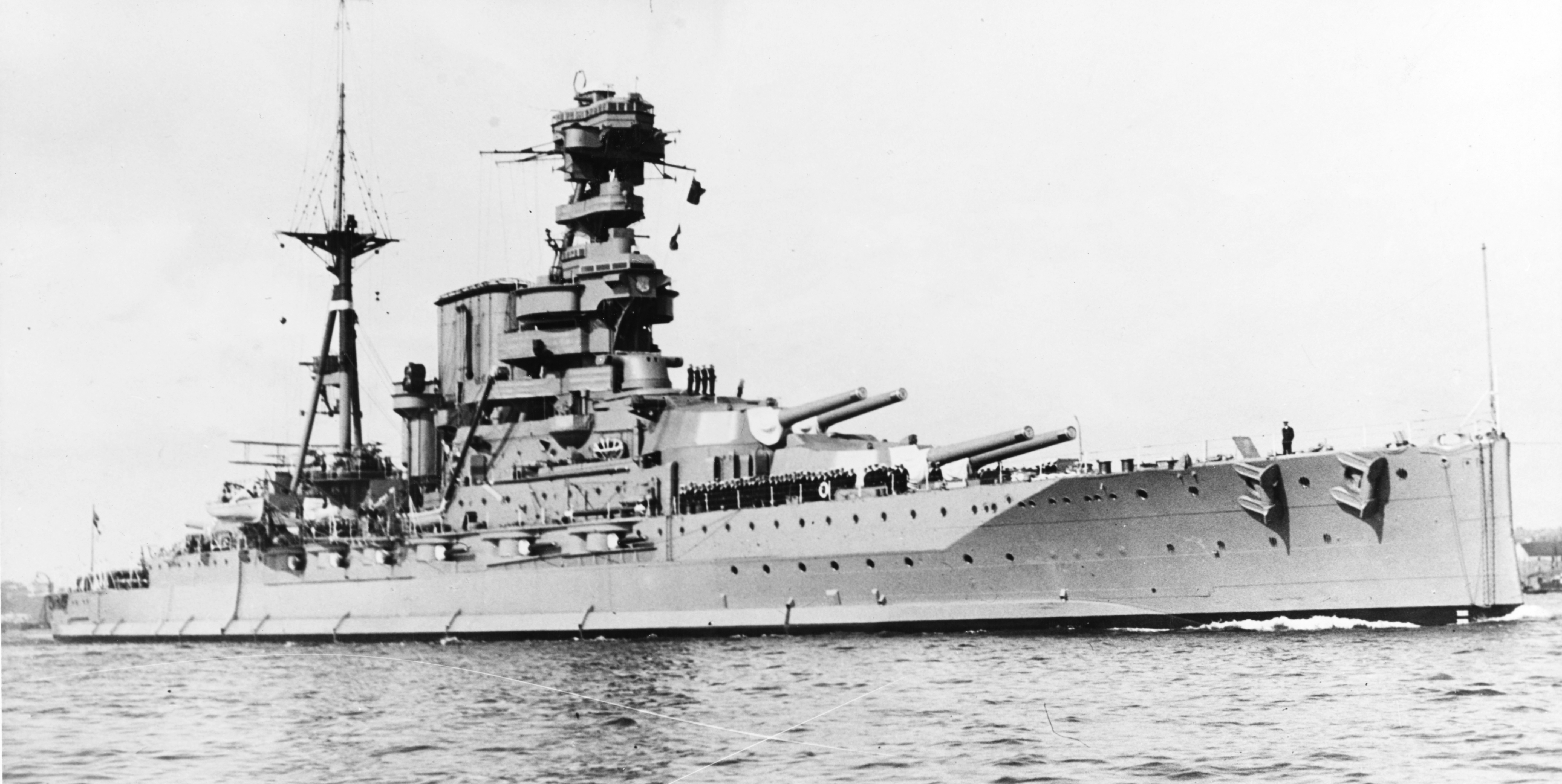
Die Barham

- Oktober 1915 – April 1919 5. Schlachtgeschwader Grand Fleet
- April 1919 – November 1924 Atlantic Fleet
- November 1924 – November 1929 Mittelmeerflotte
- November 1929 – Dezember 1930 Atlantic Fleet
- Januar 1934 – August 1935 Home Fleet
- 30. August 1935 – Dezember 1939 Mittelmeerflotte
- Dezember 1939 – November 1940 2. Schlachtgeschwader Home Fleet
- November 1940 – November 1941 Mittelmeerflotte
- Juli 1941 – November 1941 Mittelmeerflotte
- 25. November 1941 versenkt durch U 331[16]

Valiant
- 31. Januar 1913 Kiellegung
- 4. November 1914 Stapellauf
- 19. Februar 1916 Indienststellung

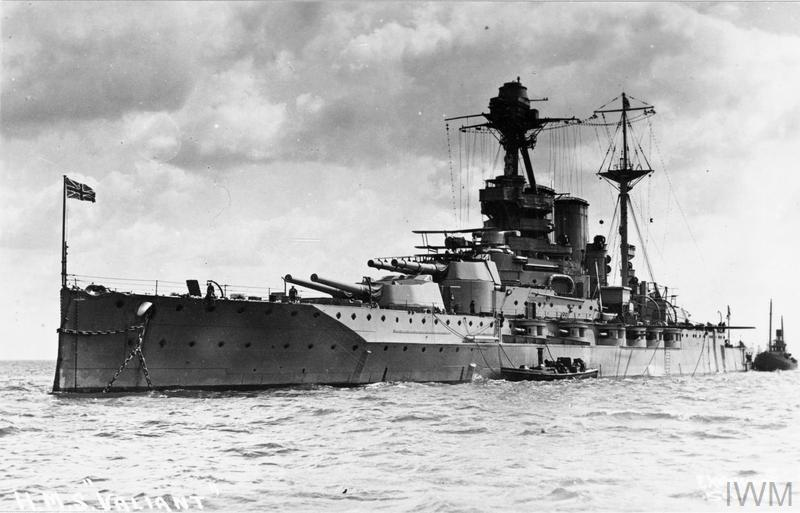
Die Valiant

- Februar 1916 – April 1919 5. Schlachtgeschwader Grand Fleet
- April 1919 – November 1924 Atlantic Fleet
- November 1924 – März 1929 1. Schlachtgeschwader Mittelmeerflotte
- 2. Dezember 1930 – März 1932 2. Schlachtgeschwader Atlantic Fleet
- März 1932 – Juli 1935 2. Schlachtgeschwader Home Fleet
- Juli 1935 – März 1937 Mittelmeerflotte
- 7. Januar 1940 – Juni 1940 2. Schlachtgeschwader Home Fleet
- August 1940 – Mai 1942 1. Schlachtgeschwader Mittelmeerflotte
- Januar 1943 – Februar 1943 West Africa Command
- Juni 1943 – Oktober 1943 Force H
- Januar 1943 – November 1944 Eastern Fleet
- November 1944 – Februar 1945 3. Schlachtgeschwader East Indies Fleet
- Februar 1945 – Februar 1948 Reserve Devonport
- 24. Juni 1946 – Januar 1948 Schulschiff
- 19. März 1948 verkauft an British Iron & Steel Corporation[17]

Malaya
- 20. Oktober 1913 Kiellegung
- 18. März 1915 Stapellauf
- 19. Februar 1916 Indienststellung

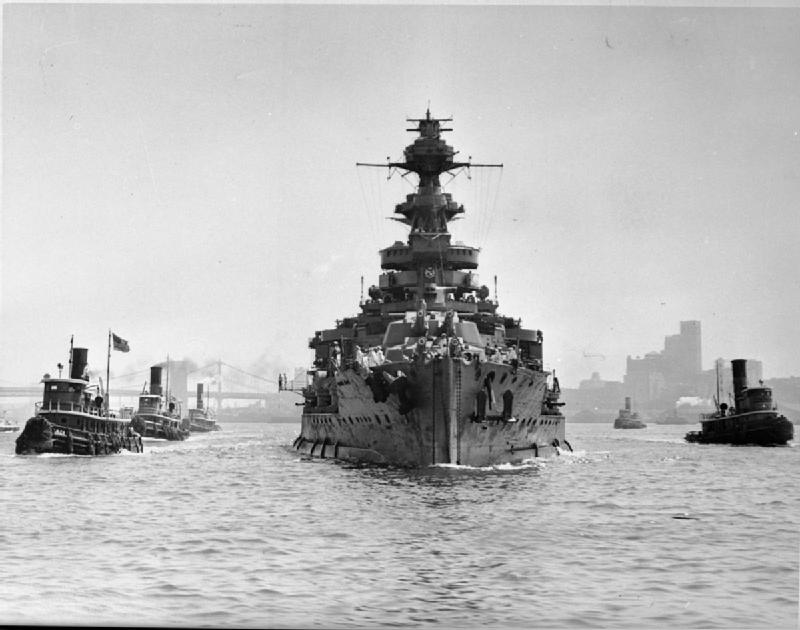
Die Malaya

- Februar 1916 April 1919 5. Schlachtgeschwader Grand Fleet
- April 1919 – November 1924 Atlantic Fleet
- 1. November 1924 – 20. September 1927 1. Schlachtgeschwader Mittelmeerflotte
- 21. Februar 1929 – November 1929 1. Schlachtgeschwader Mittelmeerflotte
- September 1927 – Februar 1929 Umbaumaßnahmen
- November 1929 – März 1932 2. Schlachtgeschwader Atlantic Fleet
- März 1932 – Oktober 1934 2. Schlachtgeschwader Home Fleet
- Oktober 1934 – Dezember 1936 Umbaumaßnahmen
- 19. Januar 1937 – Oktober 1939 1. Schlachtgeschwader Mittelmeerflotte
- Oktober 1939 – Dezember 1939 East Indies Command Force J
- Dezember 1939 – Mai 1940 North Atlantic Escort Force
- Mai 1940 – Dezember 1940 1. Schlachtgeschwader Mittelmeerflotte
- Dezember 1940 – März 1941 Force H
- 28. Juli 1941 – 27. Oktober 1941 2. Schlachtgeschwader Home Fleet
- Oktober 1941 – April 1942 Force H
- Mai 1942 – Oktober 1942 North Atlantic Command
- November 1942 – Dezember 1943 2. Schlachtgeschwader Home Fleet
- 3. Dezember 1943 – 22. Juni 1944 Reserve
- Juni 1944 – Oktober 1944 Home Fleet Normandy Bombardment Force
- Oktober 1944 – Juni 1947 Reserve Portsmouth
- 15. Mai 1945 Umbenannt in Vernon II
- 20. Februar 1948 verkauft an British Iron & Steel Corporation[18]